# Marcel Kubec
Marcel Kubec (16. května 1920 – 3. června 2007[zdroj⁠?!]) byl český a československý politik Československé strany socialistické a poúnorový poslanec Národního shromáždění ČSR.

## Biografie
Ve volbách roku 1954 byl zvolen za ČSS poslancem ve volebním obvodu Liberec. V parlamentu setrval do konce volebního období, tedy do voleb v roce 1960. Je v té době uváděn jako tajemník krajského sdružení poslanců Národního shromáždění v Hradci Králové. K roku 1954 se profesně uvádí jako vedoucí průmyslového odboru KNV.